# Bob Melvin
- Tigers de Detroit (1985)
- Giants de San Francisco (1986-1988)
- Orioles de Baltimore (1989-1991)
- Royals de Kansas City (1992)
- Red Sox de Boston (1993)
- Yankees de New York (1994)
- White Sox de Chicago (1994)

Manager
- Mariners de Seattle (2003-2004)
- Diamondbacks de l'Arizona (2005-2009)
- Athletics d'Oakland  (2011-2021)
- Padres de San Diego (depuis 2021)

Robert Paul Melvin (né le 28 octobre 1961 à Palo Alto, Californie) est un ancien joueur de baseball qui évolue en Ligue majeure de 1985 à 1994, qui devient manager en Ligue majeure à partir de 2003. Il est manager des Padres de San Diego depuis 2021.
Melvin remporte le prix du manager de l'année de la Ligue nationale avec Arizona en 2007 et de la Ligue américaine avec Oakland en 2012.

## Carrière de joueur
Bob Melvin a joué pendant 10 saisons en Ligue majeure, le plus souvent comme receveur remplaçant, notamment avec les Giants de San Francisco de 1986 à 1988 et les Orioles de Baltimore de 1989 à 1991. Il termine sa carrière de joueur en 1995 avec une moyenne au bâton de 0,233 et 35 circuits.

## Carrière de manager
De 1996 à 1999, il rejoint l'encadrement technique des Brewers de Milwaukee en tant que dépisteur (scout, 1996), instructeur itinérant (1997), assistant du directeur général (1998) et adjoint du manager Phil Garner (bench coach, 1999). Il suit Garner lorsqu'il est engagé par les Tigers de Detroit et passe une saison à ses côtés comme adjoint. En 2001, il est l'adjoint de Bob Brenly sur le banc des Diamondbacks de l'Arizona lors de la première victoire de la franchise en Série mondiale. Il poursuit son apprentissage dans l'Arizona en 2002. 

### Mariners de Seattle
Melvin est engagé comme manager par les Mariners de Seattle pour la saison 2003. Pour sa première saison, l'équipe remporte 93 victoires sans pour autant se qualifier pour les séries éliminatoires. Après une saison 2004 où l'équipe perd 99 rencontres, son contrat n'est pas renouvelé.

### Diamondbacks de l'Arizona
Le 5 novembre 2004, il est nommé manager des Diamondbacks en remplacement de Wally Backman, engagé quatre jours auparavant puis remercié après la découverte de ses problèmes financiers et de deux arrestations en 2000 et 2001. L'équipe remporte 77 victoires en 2005, soit 26 de plus que lors de la saison 2004, et finit deuxième de la division Ouest derrière les Padres de San Diego.
En 2007, Bob Melvin mène les jeunes Diamondbacks au titre de la division Ouest avec un bilan de 90 victoires pour 72 défaites. En tant que tête de série n°1 de la Ligue nationale, les D-backs balayent les Cubs de Chicago en 3 matchs avant d'être éliminés par les Rockies du Colorado en 4 matchs. Le 15 novembre, Melvin est élu manager de l'année de la Ligue nationale en 2007,.

### Athletics d'Oakland
Le 9 juin 2011, Melvin est nommé manager des Athletics d'Oakland après le congédiement de Bob Geren. Il est engagé jusqu'à la fin de la saison 2011 et hérite d'une équipe ayant perdu ses neuf dernières parties et occupant la dernière place de sa division avec seulement 27 victoires en 63 parties. 
Il mène Oakland au championnat de la division Ouest en 2012, une première pour la franchise depuis 2006. Après une excellente deuxième demie de saison régulière, les A's coiffent les Rangers du Texas au premier rang avec 94 victoires contre 68 défaites. Melvin est nommé manager de l'année de la Ligue américaine en remportant le vote par seulement huit points sur Buck Showalter des Orioles de Baltimore. 
En 2013, les A's sont de nouveaux champions de l'Ouest après avoir amélioré leur fiche à 96-66. Ils s'inclinent toutefois à nouveau face aux Tigers en Série de division.
Le 9 septembre 2015,  les Athletics prolongent pour deux saisons, soit jusqu'à la fin de 2018, le contrat de Melvin.

## Bilan de manager
| Équipe | Année  | Saison régulière | Saison régulière | Saison régulière | Saison régulière | Séries éliminatoires | Séries éliminatoires | Séries éliminatoires | Séries éliminatoires                                                |
| Équipe | Année  | Vic.             | Déf.             | % Vic.           | Place            | Vic.                 | Déf.                 | % Vic.               | Résultat                                                            |
| ------ | ------ | ---------------- | ---------------- | ---------------- | ---------------- | -------------------- | -------------------- | -------------------- | ------------------------------------------------------------------- |
| SEA    | 2003   | 93               | 69               | 0,574            | 2e AL Ouest      | -                    | -                    | -                    |                                                                     |
| SEA    | 2004   | 63               | 99               | 0,388            | 4e AL Ouest      | -                    | -                    | -                    |                                                                     |
| ARI    | 2005   | 77               | 85               | 0,475            | 2e NL Ouest      | -                    | -                    | -                    |                                                                     |
| ARI    | 2006   | 76               | 86               | 0,469            | 5e NL Ouest      | -                    | -                    | -                    |                                                                     |
| ARI    | 2007   | 90               | 72               | 0,555            | 1er NL Ouest     | 3                    | 4                    | 0,428                | Série de division V (3-0) Cubs Série de championnat D (0-4) Rockies |
| ARI    | 2008   | 82               | 80               | .506             | 2e NL Ouest      | -                    | -                    | -                    | -                                                                   |
| ARI    | 2009   | 12               | 17               | .414             | --               | -                    | -                    | -                    | -                                                                   |
| Totaux | Totaux | 493              | 508              | .493             | -                | 3                    | 4                    | .429                 | 1 Division Championship                                             |